# Plexippinae
Plexippinae es una subfamilia de las arañas perteneciente a la familia Salticidae del orden Araneae.

## Distribución
Las siete tribus conocidas en la actualidad de esta subfamilia son tan extendidas como para ser considerada cosmopolita.

## Taxonomía
A mayo del 2010, se acordó dividir la subfamilia en siete tribus:
- Baryphini (2 géneros)
- Bythocrotini (1 género)
- Hyllini (7 géneros)
- Plexippini (27 géneros)
- Sandalodini (3 géneros)
- Thyenini (2 géneros)
- Viciriini (5 géneros)